# 涅勒莱布莱坎
涅勒莱布莱坎（法語：Nielles-lès-Bléquin，法語發音：[njɛl lɛ blekɛ̃]，意为“布莱坎附近的涅勒”）是法国上法蘭西大區加来海峡省的一个市镇，属于圣奥梅尔区。

## 地理
涅勒莱布莱坎（50°40'27"N, 2°1'55"E）面积12.72 平方千米，位于法国上法蘭西大區加来海峡省，该省份为法国北部沿海省份，西北濒北海，南至索姆省，东临北部省。
与涅勒莱布莱坎接壤的市镇（或旧市镇、城区）包括：瑟南冈、阿夫兰格、布莱坎、勒丹冈、沃德兰盖姆、维姆。
涅勒莱布莱坎的时区为UTC+01:00、UTC+02:00（夏令时）。

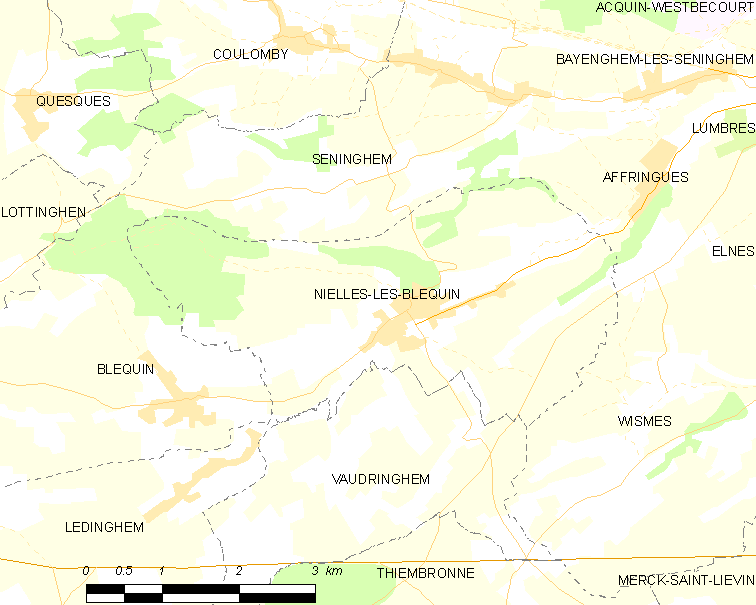
涅勒莱布莱坎的OSM定位图

## 行政
涅勒莱布莱坎的邮政编码为62380，INSEE市镇编码为62613。

## 政治
涅勒莱布莱坎所属的省级选区为兰布尔县。

## 人口

1962-2008年间涅勒莱布莱坎人口变化图示

涅勒莱布莱坎于2022年1月1日时的人口数量为913人。